# Koei Tecmo Games
Koei Tecmo Games Co., Ltd. (株式会社コーエーテクモゲームス?, Kabushiki-gaisha Kōē Tekumo Gēmusu) è un'azienda fondata nel 2010 dall'unione delle due filiali giapponesi di Koei e Tecmo, già parte dalla Koei Tecmo Holdings dal 2009. L'azienda continua a lavorare nello sviluppo e distribuzione nel settore videoludico utilizzando i marchi Koei e Tecmo per questioni di marketing, anche se queste due aziende non esistono più singolarmente.

## Storia
In seguito all'unione delle società Koei e Tecmo nel 2009 fu istituita una holding per gestire le diverse filiali internazionali preesistenti. Durante il processo di riorganizzazione molte filiali delle due società furono unite, come quelle in Europa e Nordamerica, sotto il nuovo nome Koei Tecmo Europe e Koei Tecmo America, mentre le divisioni principali in Giappone furono lasciate separate. Nel 2010 è stato avanzando il progetto di unire le due divisioni giapponesi in un'unica filiale, inaugurata il 1º aprile 2011 con il nome Koei Tecmo Games. Anche se le due società non esistono più a livello legale, i loro nomi vengono ancora usati per indicare l'autore del prodotto creato.
Nell'ottobre 2014, Gust, precedentemente filiale di Koei Tecmo Holding, è stata spostata sotto il controllo della Koei Tecmo Games con il nome Gust Nagano Development Group.

## Divisioni di sviluppo

### Ichigaya Development Group 1
L'Ichigaya Development Group 1 è stato creato nel 2013 in seguito alla riorganizzazione del Team Ninja, storica divisione di sviluppo della Tecmo, nata nel 1995 per opera di Tomonobu Itagaki. Il capo attuale è Yōsuke Hayashi e le serie di cui si occupa principalmente sono Dead or Alive e il reboot di Ninja Gaiden.

### Ichigaya Development Group 2
L'Ichigaya Development Group 2, anch'esso creato nel 2013, è gestito da Keisuke Kikuchi e sviluppa le serie Project Zero e Deception.
Nel 2007 Kikuchi è stato a capo del Team Tachyon della Tecmo, il cui nome fa riferimento ad un'ipotetica particella più veloce della luce, il tachione. I membri principali erano Keisuke Kikuchi (già produttore di Rygar, Project Zero e Deception) e Kohei Shibata. Altri titolo sviluppati dal team erano Undead Knights, Quantum Theory, Rygar: The Battle of Argus e Super Swing Golf Season 2.

### Gust Nagano Development Group
Il Gust Nagano Development Group è stato istituito il 1º ottobre 2014 sulle basi dell'azienda Gust, acquisita dalla Koei Tecmo Holdings nel 2011 e divenuta parte della Koei Tecmo Games nel 2014.
La divisione sviluppa le serie Atelier e Ar tenelico.

### Omega Force
L'Omega Force (ω-Force) è un team di sviluppatori proveniente dalla Koei, famoso per la creazione e lo sviluppo della serie Warriors e Dynasty Warriors. Hanno lavorato anche a giochi come Destrega, Operation: Winback, Bladestorm: The Hundred Years' War, Fatal Inertia, Trinity: Souls of Zill O’ll e Toukiden: The Age of Demons.

### Ruby Party
Il Ruby Party è specializzato in un genere chiamato neoromance, un tipo di giochi di simulazione di appuntamenti per ragazze con missioni facoltative aggiuntive. Esempi di questo genere includono la serie Angelique, prodotta dal 1994 e Harukanaru toki no naka de, portato al successo da diversi sequel e serie TV anime derivate. Un'altra serie è Kin'iro no corda, che conta anch'essa diversi sequel ed adattamenti in anime e manga.

### Lievo Studio
Lievo Studio è una divisione di sviluppatori focalizzati sulla creazione di videogiochi online. Hanno sviluppato Dead or Alive Online.